# Éringes
 Éringes  là một xã ở tỉnh Côte-d’Or trong vùng Bourgogne-Franche-Comté, phía đông nước Pháp. Xã Éringes nằm ở khu vực có độ cao trung bình 420 mét trên mực nước biển.